# Kirche der Heiligen Drei Hierarchen (Hannover)

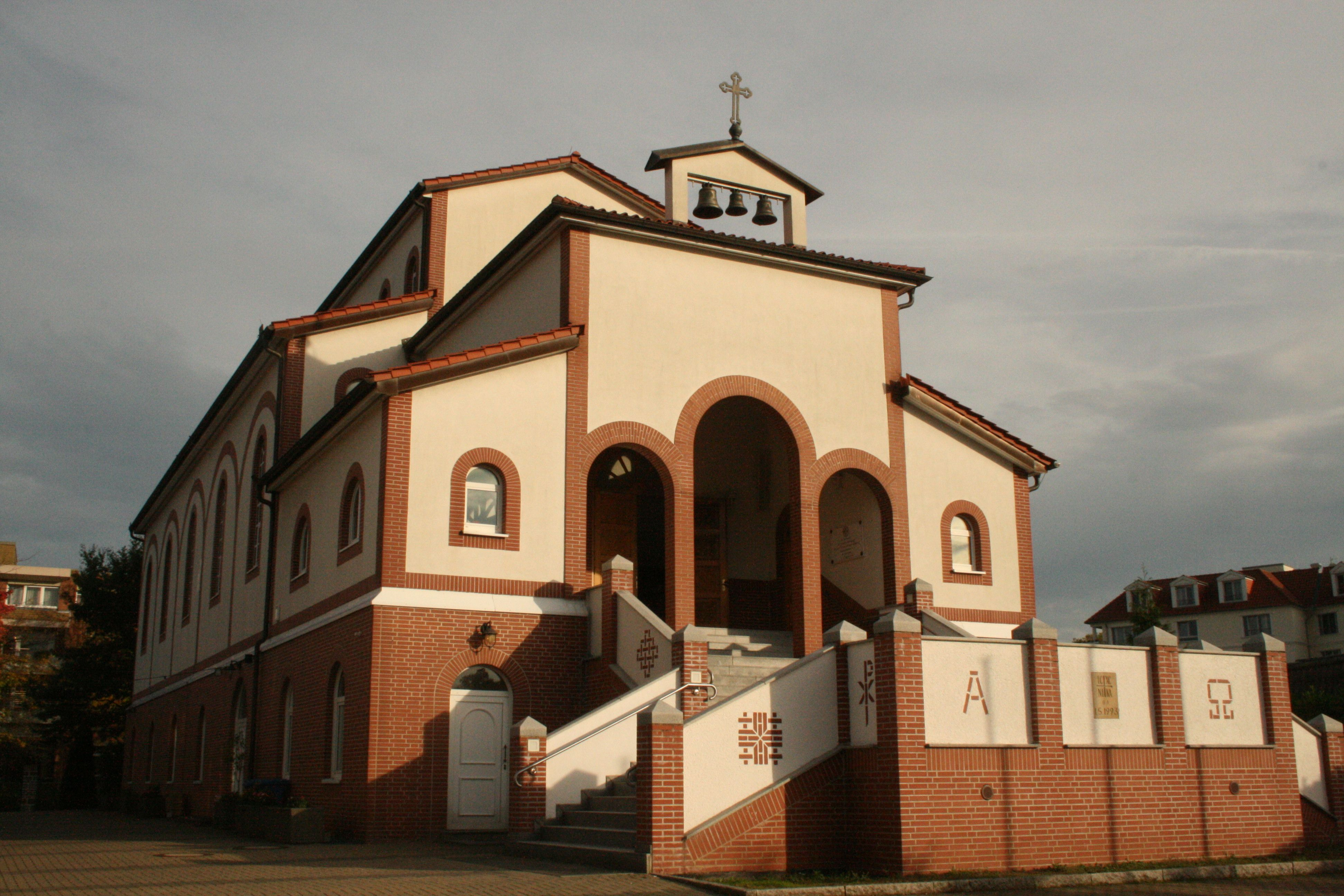
Treppenaufgang zur Basilika mit dem ebenerdigen Gemeindezentrum in der List

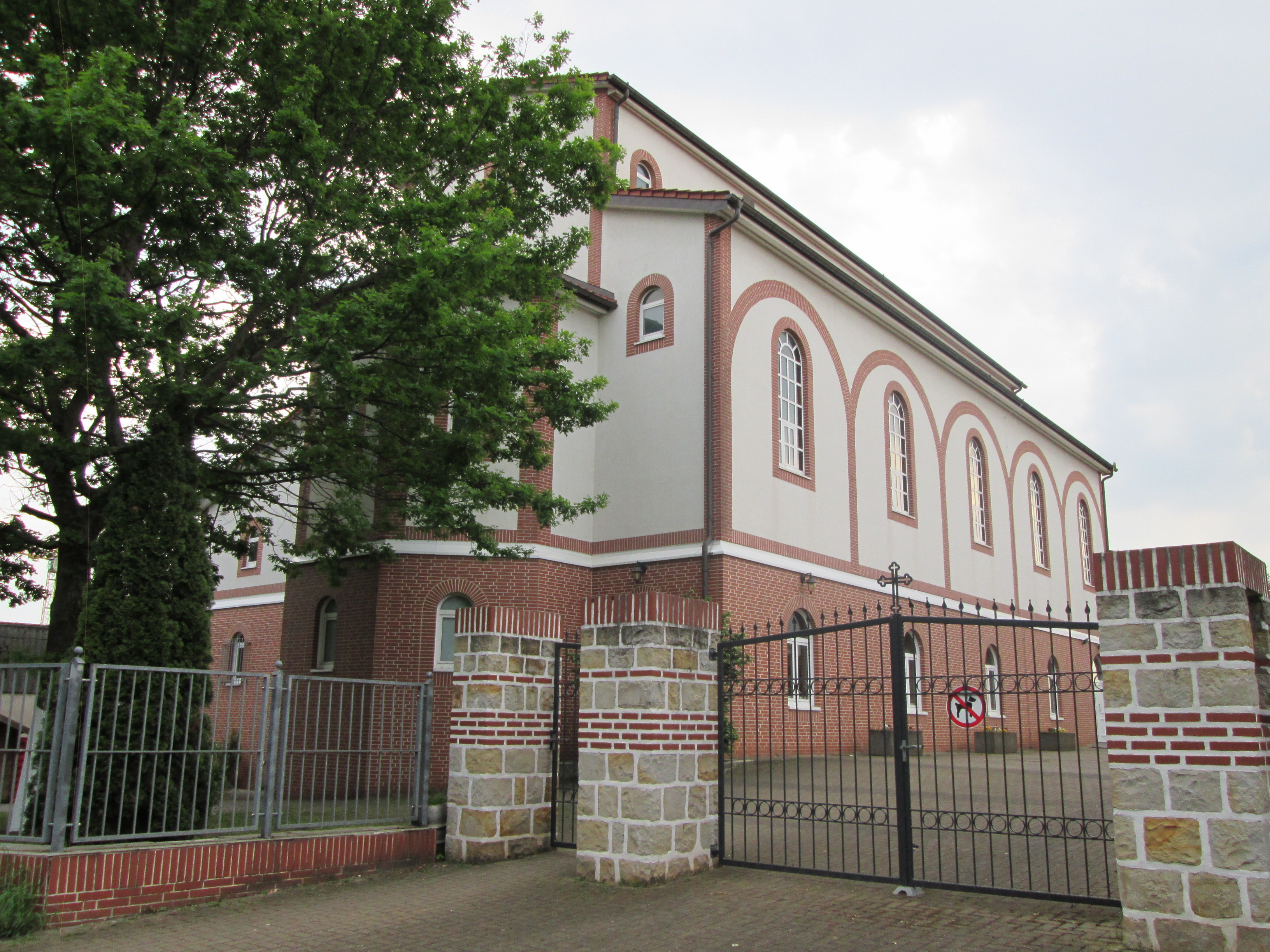
Blick vom Eingang des Orthodoxen Zentrums auf das Sakralgebäude

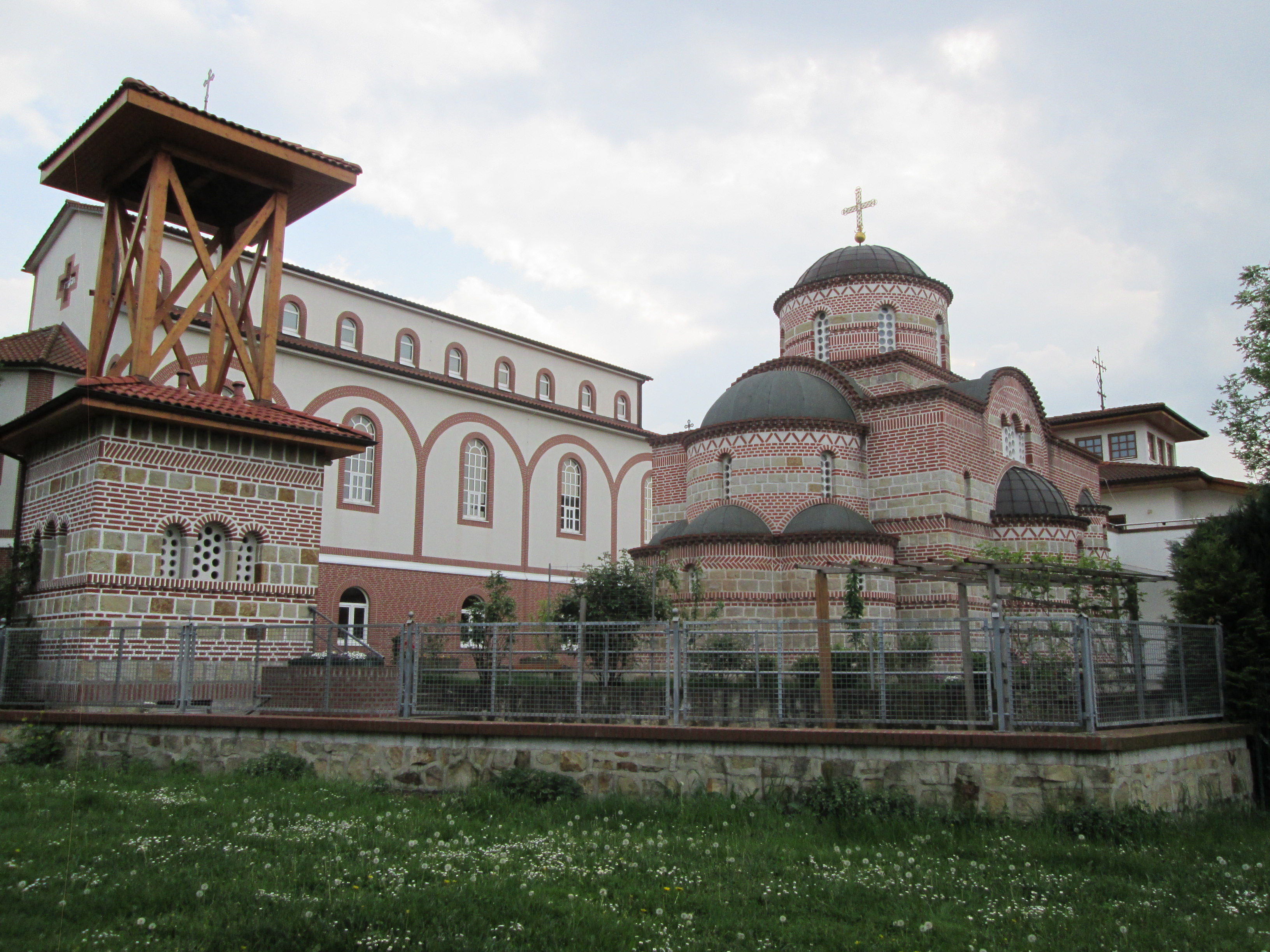
Blick auf die Kirche zum Hl. Sava, dahinter das den Hll. Drei Hierarchien gewidmete Gebäude

Die Kirche Hll. Drei Hierarchen, griechisch Εκκλησία των Τριών Ιεραρχών, ist eine Kirche mit integriertem Gemeindezentrum für die griechisch-orthodoxe Kirchengemeinde in und um die Landeshauptstadt Hannover.
Die ab 1993 errichtete und den Hll. Drei Hierarchen gewidmete Basilika unter der Adresse Mengendamm 16b nahe der Stadtbahn-Station Vier Grenzen im hannoverschen Stadtteil List dient den Gemeindemitgliedern der Griechisch-Orthodoxen Metropolie von Deutschland, die zum Ökumenischen Patriarchat von Konstantinopel mit Sitz in Istanbul gehört. Der  reich verzierte Sakralbau ist Teil eines orthodoxen Zentrums, das von der griechischen Gemeinde gemeinsam mit den serbisch-orthodoxen Christen mit deren unmittelbar daneben erbauten Kirche zum Hl. Sava genutzt wird.

## Geschichte
In der späten Nachkriegszeit nahmen zahlreiche Griechen im Zuge des Anwerbeabkommens zwischen der Bundesrepublik Deutschland und Griechenland zunächst als Gastarbeiter in Hannover Wohnsitz. Die griechisch-orthodoxen Gläubigen wurden anfangs von reisenden Geistlichen betreut, bis 1964 die griechische Gemeinde offiziell in Hannover gegründet wurde.
1993 begann der Bau eines eigenen Gemeindezentrums, das der Patriarch von Konstantinopel, Bartholomäus I., noch im selben Jahr einsegnete. Die offizielle Einweihung der Basilika fand jedoch erst 2001 statt.
Zum 25-jährigen Jubiläum der Grundsteinlegung der Basilika empfing Oberbürgermeister Stefan Schostok Mitte 2018 den hierfür angereisten Metropoliten Augoustinos Lambardakis sowie den Archimandrit Gerasimos Frangulakis im Hodlersaal des Neuen Rathauses.
In der ersten Hälfte der 2020er Jahre lebten rund 4000 orthodoxe Griechen in der Region Hannover sowie weitere etwa 2000 in den Nachbarregionen.